# Фіспертермінен
Фіспертермінен (нім. Visperterminen) — громада  в Швейцарії в кантоні Вале, округ Фісп.

## Географія
Громада розташована на відстані близько 85 км на південний схід від Берна, 45 км на схід від Сьйона.
Фіспертермінен має площу 51,6 км², з яких на 1,9% дозволяється будівництво (житлове та будівництво доріг), 27,4% використовуються в сільськогосподарських цілях, 34,9% зайнято лісами, 35,8% не є продуктивними (річки, льодовики або гори).

## Демографія
2019 року в громаді мешкало 1337 осіб (-2,6% порівняно з 2010 роком), іноземців було 4,9%. Густота населення становила 26 осіб/км².
За віковим діапазоном населення розподілялося таким чином: 18,6% — особи молодші 20 років, 55% — особи у віці 20—64 років, 26,3% — особи у віці 65 років та старші. Було 571 помешкань (у середньому 2,3 особи в помешканні).
Із загальної кількості 539 працюючих 143 було зайнятих в первинному секторі, 248 — в обробній промисловості, 148 — в галузі послуг.